# フールファイブ
フールファイブ（fool five）は、日本の政治用語のひとつ。第1次安倍内閣で安倍晋三総理の官邸スタッフだった次の5名をさした（肩書きはいずれも当時のもの）：
- 塩崎恭久 - 内閣官房長官、衆議院議員
- 下村博文 - 内閣官房副長官（政務担当）、衆議院議員
- 的場順三 - 内閣官房副長官（事務担当）、元大蔵官僚
- 世耕弘成 - 内閣総理大臣補佐官（広報担当）、参議院議員
- 井上義行 - 内閣総理大臣秘書官、内閣府官僚

同じようなニュアンスで、官邸五奉行（かんていごぶぎょう）、官邸ファイブ、少年官邸団（しょうねんかんていだん）などいったものもあった。

## 概要
政権の中枢にいながら政権を迷走させ政局を混乱させた張本人としてその名があがったもので、安倍内閣の官邸主導型の政権運営に不満を抱く永田町や霞が関の官僚の間にいつしか広まった。
フールファイブは直訳で「五人の愚か者」。ムード歌謡で昭和40年代から平成のはじめまで人気があった歌謡グループ「内山田洋とクール・ファイブ」の名称に引っかけたものである。
第1次安倍内閣 (改造)で、塩崎・下村・世耕の3名は内閣官房長官・内閣官房副長官・内閣総理大臣補佐官をそれぞれ離任した。このため内閣改造後はフールファイブは実質的に解消されたが、的場・井上の2名は官邸常駐スタッフとして約1か月後に安倍が病気を理由に退陣するまでその任にあった。

## 評価

### 擁護
参議院議員山本一太は自身のブログで「安倍官邸を動かす5人のうちの1人に数えられるなんて『光栄な話』ではないか?! 怯むな、官邸ファイブ!!」と応援を記している。

### 批判
参議院議員鴻池祥肇は、第21回参議院選挙の日程を変更してでも第166回通常国会の会期延長を求める安倍内閣の官邸スタッフについて、「日程的には100％不可能な法案を無理に参院へ送って成立をさせよ、その為には『参院選挙』の日程も変更してでもとは…」と、呆れている。さらに、官邸スタッフに対し「苦労知らずの『仲良し官邸団』の諸君よ。参院は官邸の下請けと違うんやで」と厳しく批判している。
衆議院議員平沼赳夫は、第21回参議院選挙で自由民主党が大敗した後に執筆した論文の中で「官房長官、副長官から、首相補佐官まで『仲良しクラブ』で固めたために、『少年官邸団』という有様になってしまった」と指摘したうえで、「『少年探偵団』には、明智小五郎を助ける小林少年がいたけれど、『少年官邸団』にはそれすら存在しない」と皮肉っており、「安倍総理の第一の失敗は、人事」と断言している。

## その後
フールファイブの5名のうち、国会議員だった3名は、2012年（平成24年）12月26日に発足した第2次安倍内閣以降、安倍政権において再び要職を担った。
- 塩崎恭久 - 自民党政調会長代理、経済再生本部本部長代行を経て、第2次安倍改造内閣で厚生労働大臣に就任、第3次安倍内閣でも再任。
- 下村博文 - 第2次安倍内閣で文部科学大臣に就任、第2次安倍改造内閣で留任、第3次安倍内閣でも再任された。第3次安倍第1次改造内閣では党務にまわり、自民党総裁特別補佐と特命担当副幹事長に就任。第3次安倍第2次改造内閣では自民党幹事長代行に就任[6]。第4次安倍第2次内閣で党四役である自民党選挙対策委員長に就任。
- 世耕弘成 - 第2次安倍内閣で内閣官房副長官に就任、第2次安倍改造内閣で留任、第3次安倍内閣で再任され、第3次安倍改造内閣、第3次安倍第1次改造内閣でも留任。第3次安倍第2次改造内閣で経済産業大臣に就任、第3次安倍第3次改造内閣で留任、第4次安倍内閣でも再任された。第4次安倍第2次内閣で自民党参議院幹事長に就任。

一方、官僚だった2名の方は第1次安倍政権が終わった時点でともに退官したが、その後の進退は異なるものとなった。
- 的場順三 - 安倍とは個人的に長年の友人でもある的場は、官邸を去る安倍に「もういっぺんやりましょう」と励ましの言葉を贈ったことで知られるが、このときすでに73歳だったこともあり、自身がもう一度政権入りすることは考えなかった。以後は一貫して政官界とは距離を置き、主に執筆活動などを行っている。
- 井上義行 - 退官後政界へ転身、2009年に第45回総選挙に神奈川17区から無所属で出馬して落選、2012年には第46回総選挙で再び神奈川17区から今度はみんなの党公認で出馬したがまた落選。2013年7月の第23回参議院選挙でみんなの党から比例区候補として出馬し、三度目の正直で党内最下位の4位で初当選した。その後2014年11月にみんなの党が解党すると、2015年1月に日本を元気にする会の結党に参加して国会対策委員長に就任するが、同年末に離党して参議院の会派「自由民主党」に入会し、安倍の出身派閥である細田派に所属した。第25回参議院選挙で自民党から比例区候補として出馬し落選した。

## 補注